# Smartisan OS
Smartisan OS是一個開放原始碼的行動作業系統的二級市場套件，由錘子科技基於Android所開發的操作系统，使用拟物化设计。Smartisan OS的含義是「smart artisan OS」。

## 概述
Smartisan OS添加了Smartisan賬戶和內置自家軟件，並大幅修改原生Android界面。Smartisan OS使用的Linux內核採用GNU通用公共許可證V2协议开源，如果Smartisan OS不自行開發一個操作系统內核，就必須遵循該許可證将他们修改过的linux內核代碼開源。

## 功能

### 歡喜雲
「歡喜雲」是錘子科技開發的雲端功能，同時開放網頁端。使用者可以綁定Smartisan賬戶，將聯絡人、短信、相冊及系統設定上傳同步至伺服器進行備份，並且使用電腦或者其他Smartisan OS裝置存取數據。可以在網頁端修改、增添和刪除相關數據。找回手機功能可以在網頁端使用找回手機功能定位手機當前位置，同時可以查看該裝置的狀態、所使用的手機號碼，並可以遠端控制手機發聲、鎖定和擦除數據。若手機處於離線狀態，用戶可選擇透過運營商發送一條短信遠端激活該功能。

### 锤子桌面
锤子桌面是锤子科技在2013年发布的一款启动器，采用拟物化设计，在SmartisanOS里预装，其他操作系统亦可安装，但不支持Android O，也不适配异形屏。主要功能包括快速编辑、64/81宫格、隐藏板块等。

### 无限屏
无限屏是锤子科技在2018年随坚果Pro2s一同推出的新功能，仅限坚果Pro2s和坚果R1。

### 其他功能
- 錘子日曆
- 錘子便簽
- 錘子郵件
- 錘子時鐘
- 錘子計算器
- Handshaker
- 歡喜雲同步工具
- 一步
- 闪念胶囊
- 大爆炸

## 歷史版本
| 韌體版本         | 系統版本        | 最新版本 | 釋出日期       |
| ---------------- | --------------- | -------- | -------------- |
| Smartisan OS 1.0 | Android 4.4     | 1.0      | 2014年5月20日  |
| Smartisan OS 2.0 | Android 4.4     | 2.0      | 2015年8月26日  |
| Smartisan OS 2.5 | Android 4.4-5.1 | 2.5      | 2015年12月29日 |
| Smartisan OS 3.0 | Android 4.4-6.0 | 3.6      | 2017年8月18日  |
| Smartisan OS 6.0 | Android 6.0-8.1 | 6.0      | 2018年5月15日  |
| Smartisan OS 7.0 | Android 9       | 7.0      | 2019年10月31日 |
| Smartisan OS 8.0 | Android 10      | 8.0      | 2020年10月21日 |

### 2.0
Smartisan OS 2.0是基于 Android 4.4.4 深度定制的智能手机操作系统，首款原生搭载了此系统的智能手机是坚果手机。

### 3.0
Smartisan OS 3.0 基于 Android 6.0.1 深度定制，新增了一步与大爆炸功能。首款原生搭载了此系统的智能手机是Smartisan M1与Smartisan M1L。

## 官方支持的设备
- Smartisan T1（3G版）
- Smartisan T1（4G版）
- 堅果手機
- Smartisan T2
- Smartisan M1
- Smartisan M1L
- 坚果Pro
- 坚果Pro2
- 坚果3
- 坚果Pro2s
- 坚果R1
- 坚果Pro3
- 坚果R2

## 僅支持早期版本
- OPPO Find 5
- Samsung Galaxy Note II
- Samsung Galaxy S III
- 小米手機2
- 小米手機2S
- 小米手機3
- 小米手機4
- 一加手機1

## 事件
2013年3月27日，Smartisan OS在北京國家會議中心的「錘子智能手機操作系統發布會」上由錘子科技的創始人羅永浩發佈。Smartisan OS支持其他廠商的手機，但在自家手機發佈後將不再支持。
Smartisan OS測試初期並不穩定，而且流暢度有所不足。
2016年由於商業考慮Smartisan OS開始支援其他廠商手機，例如小米手機4、小米手機3、一加手機等機型。但由于一些原因，Smartisan OS对其他厂商手机的支持已经久未更新。

## 外部連結
- （简体中文）Smartisan OS